# Fingerstache

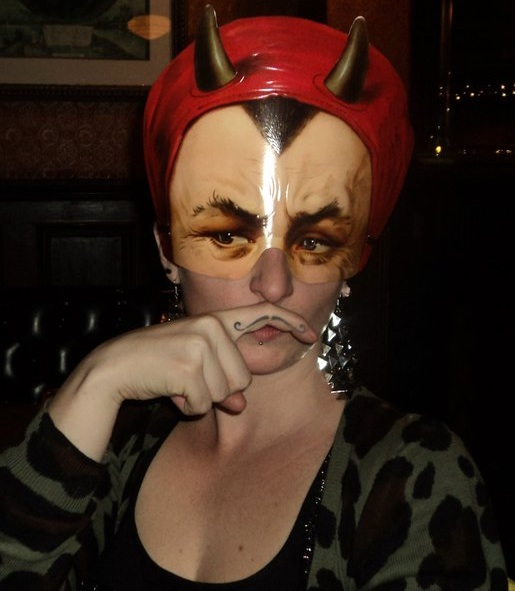
Une femme portant un masque du Diable et un fingerstache.

Fingerstache est le nom donné à un tatouage assez prisé qui consiste à dessiner ou tatouer une moustache sur son doigt, puis le placer au-dessus de sa bouche de manière à donner une fausse moustache.
Des montages célèbres existent, montrant des icônes tels que Barack Obama ou Jessie J portant un fingerstache.